# Choerodon cyanodus
Choerodon cyanodus là một loài cá biển thuộc chi Choerodon trong họ Cá bàng chài. Loài này được mô tả lần đầu tiên vào năm 1843.

## Từ nguyên
Từ định danh cyanodus được ghép bởi hai âm tiết trong tiếng Hy Lạp cổ đại: kyanós (κυανός, "xanh dương") và odoús (ὀδούς, "răng"), hàm ý đề cập đến hàm răng màu xanh lam đặc trưng chỉ có ở loài cá này so với các loài cùng chi.

## Phạm vi phân bố và môi trường sống
C. cyanodus được ghi nhận từ Houtman Abrolhos (Tây Úc) vòng qua phía bắc đến Sydney (New South Wales), ngoài ra cũng đã được phát hiện thêm tại đảo Daru (nằm trong eo biển Torres, thuộc Papua New Guinea).
C. cyanodus sống ở khu vực có nền đáy mềm và đá vụn có tảo bao phủ ở độ sâu đến ít nhất là 20 m.

## Mô tả
Chiều dài lớn nhất được ghi nhận ở C. cyanodus là 70 cm. C. cyanodus có nhiều biến dị kiểu hình màu sắc. C. paynei, một loài trên danh nghĩa được Gilbert Percy Whitley mô tả dựa trên mẫu vật C. cyanodus đực trưởng thành ở vịnh Shark (Tây Úc) nhưng thiếu đốm màu trắng ở thân sau (ngay dưới nửa sau của vây lưng), là đặc điểm điển hình của các cá thể ở bờ bắc và bờ đông Úc. Kiểu hình thứ hai được biết đến ở vùng Kimberley, Tây Úc có một màu sẫm trên lưng, nhưng lại rất mờ ở các quần thể phía đông bắc Úc.
Nhìn chung, đầu và thân trên có màu xanh lục xám hoặc nâu đỏ, còn bụng màu trắng. Đốm sáng màu ở thân sau, ngay dưới nửa sau của vây lưng. Các vây (trừ đuôi) có viền màu xanh ánh kim ở rìa, lốm đốm các vệt sọc màu cam, riêng vây đuôi có màu xanh trên hai góc thùy đuôi. Mống mắt có vòng màu xanh lơ.
Số gai ở vây lưng: 13; Số tia vây ở vây lưng: 7; Số gai ở vây hậu môn: 3; Số tia vây ở vây hậu môn: 10; Số tia vây ở vây ngực: 16–17; Số gai ở vây bụng: 1; Số tia vây ở vây bụng: 5.

## Sinh thái học
Thức ăn của C. cyanodus là những loài động vật có vỏ cứng, bao gồm giáp xác, nhuyễn thể và cầu gai. Tuy nhiên, loài này còn ăn cả đồi mồi dứa non, được ghi nhận ở rạn san hô Great Barrier. Ở chi Choerodon này, có 3 loài được biết đến với hành vi lấy đá làm đe để đập vỡ vỏ của những loài thủy sinh không xương sống, là Choerodon anchorago, Choerodon graphicus và Choerodon schoenleinii, thì C. cyanodus lại dùng cách này để đập vỡ mai của đồi mồi non. Đây có thể được coi là dấu hiệu của sự thông minh ở loài cá, cụ thể hơn là ở họ bàng chài này.

## Thương mại
C. cyanodus là loài được nhắm mục tiêu đánh bắt bởi những người câu cá giải trí lẫn thương mại thủy sản.

### Trích dẫn
- Gomon, Martin F. (2017). "A review of the tuskfishes, genus Choerodon (Labridae, Perciformes), with descriptions of three new species" (PDF). Memoirs of Museum Victoria. Quyển 76. tr. 1–111. doi:10.24199/j.mmv.2017.76.01.